# 民主党 (以色列)
民主党（羅馬化：HaDemokratim）是以色列的一个社会民主主义和錫安主義政党。该党成立于2024年7月，由以色列工党和梅雷兹党合并而成。该党自称“以色列自由民主阵营的政治家园”。